# Zinaida Lunina
Zinaida Lunina est une gymnaste rythmique biélorusse née le 18 avril 1989 à Minsk (RSS de Biélorussie).

## Biographie
Zinaida Lunina remporte la médaille de bronze lors du concours par équipes des Jeux olympiques d'été de 2008 à Pékin avec Anastasia Ivankova, Alina Tumilovich, Ksenia Sankovich, Glafira Martinovich et Olesya Babushkina.